# Kārlis Zāle
Kārlis Zāle (Mažeikiai, 28. listopada 1888. – Riga, 19. veljače 1942.) bio je latvijski kipar i jedan od najpoznatijih latvijskih likovnih umjetnika 20. stoljeća. Njegovo najpoznatije djelo je Spomenik slobode u Rigi, posvećeno svima koji su dali svoj život u Latvijskom ratu za neovisnost (1918. – 1920.), drugom svjetskom ratu ili onima koji su se žrtvovali za ostvarivanje latvijske neovisnosti.
Zāle je rođen u Litvi, u gradu Mažeikiaiju, ali je odrastao u latvijskoj Liepāji. Nakon stjecanja osnovnog obrazovanja u rodnoj Latviji, odlazi u Rusiju gdje pohađa Kazansku umjetničku školu pod vodstvom Aleksandra Matejeva, jednog od najboljih ruskih kipara s početka 20. stoljeća. Tijekom 1914. godine pohađao je privatne sate crtanja u Moskvi, a godinu poslije je proveo na Akademiji primijenjenih umjetnosti u Sankt Peterburgu.  Nakon Rusije, 1921. odlazi na usavršavanje u Njemačku, gdje se počeo zanimati za konstruktivizam i kubizam. 1923. godine se vraća u Rigu.
Zajedno s A. Dzirkalisom je pokrenuo prvi latvijski umjetnički časopis "Laikmets". Od 1924. do 1939. bio je član udruge likovnih umjetnika i kritičara "Sadarbs". Do 1940. godine je predavao na Latvijskoj akademiji primijenjenih umjetnosti. Za svoj umjetnički rad i promicanje kulture u društvu je 1938. dobio Domovinsku državnu nagradu.
Najpoznatiji je ostao po spomenicima i monumentalnim građevinama kao što su Bratsko groblje, vojničko groblje iz Prvog svjetskog rata, i Spomenik slobode u Rigi, koji ga je proslavio kao latvijsku povijesnu i kulturnu ličnost.

## Galerija slika
- Poštanska marka iz 1937. godine koja prikazuje dio Spomenika slobode u Rigi.
- Prigodni novčić koji je 2012. godine izdala Latvijska banka.
- Rodna kuća.
- Grob u Rigi.

## Vanjske poveznice
- Spomenik slobode u Rigi (rus.)